# Божё (Альпы Верхнего Прованса)
Божё (фр. Beaujeu) — коммуна во Франции, находится в регионе Прованс — Альпы — Лазурный Берег. Департамент коммуны — Альпы Верхнего Прованса. Входит в состав кантона Ла-Жави. Округ коммуны — Форкалькье.
Код INSEE коммуны — 04024.

## Население
Население коммуны на 2008 год составляло 153 человека.
| 1962 | 1968 | 1975 | 1982 | 1990 | 1999 | 2008 |
| ---- | ---- | ---- | ---- | ---- | ---- | ---- |
| 121  | 92   | 110  | 109  | 129  | 152  | 153  |

## Экономика
В 2007 году среди 89 человек в трудоспособном возрасте (15—64 лет) 67 были экономически активными, 22 — неактивными (показатель активности — 75,3 %, в 1999 году было 71,4 %). Из 67 активных работали 60 человек (31 мужчина и 29 женщин), безработных было 7 (4 мужчины и 3 женщины). Среди 22 неактивных 10 человек были учениками или студентами, 4 — пенсионерами, 8 были неактивными по другим причинам.

## Достопримечательности

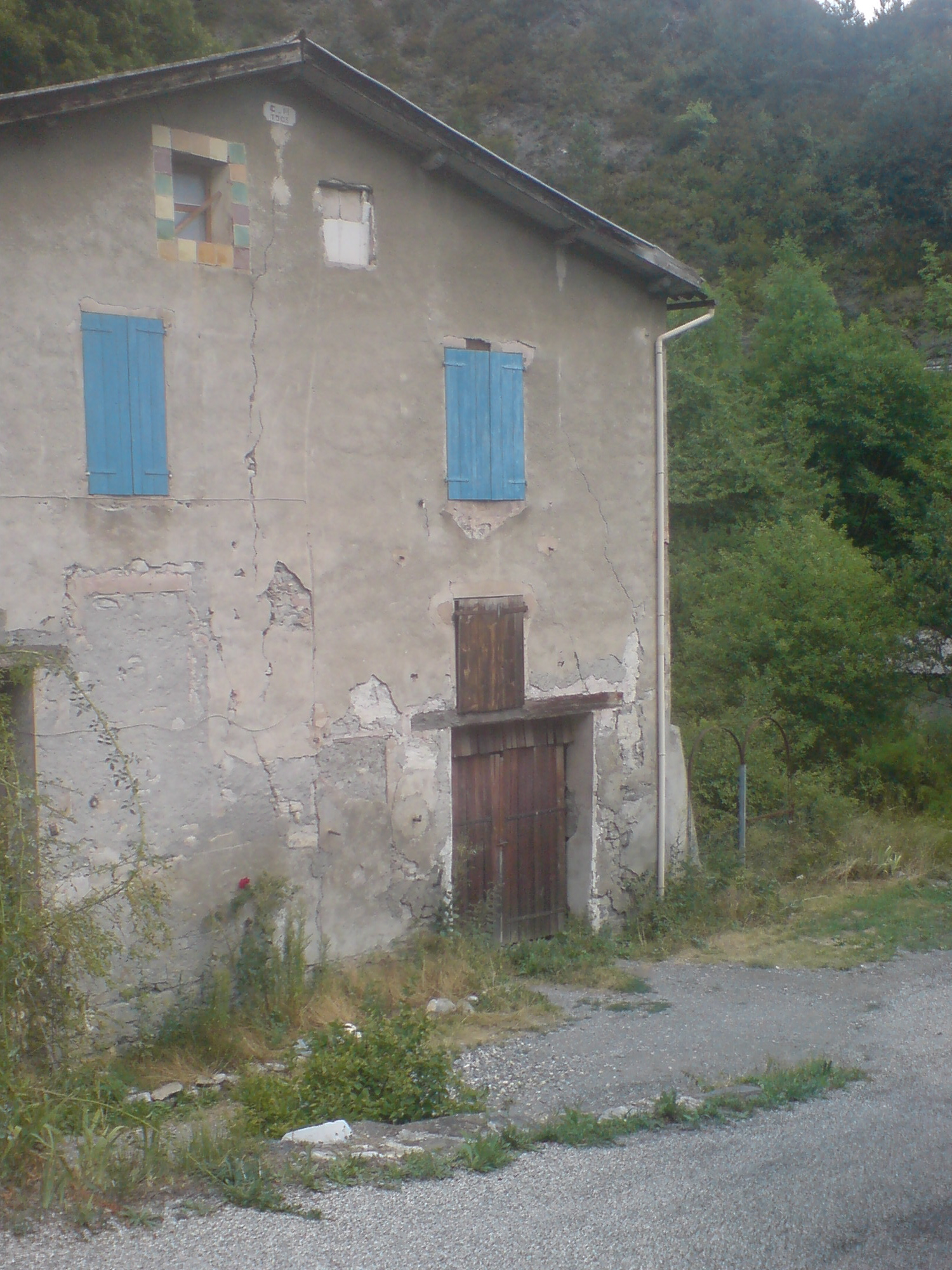
Бывшая почта

- Церковь Сен-Пьер-де-Ош
- Церковь Преображения Господня
- Церковь Успения Божьей Матери
- Часовня Св. Анны
- Часовня Сен-Блез